# Corvula
Corvula és un gènere de peixos de la família dels esciènids i de l'ordre dels perciformes.

## Morfologia
- Cos curt, oblong i comprimit.
- Cap curt.
- Ulls de mida moderada.
- Boca de grandària moderada i lleugerament obliqua.
- Mentó sense barbons i amb 5 porus.
- Mandíbula inferior amb dents petites i senzilles.
- Preopercle llis o lleugerament serrat.
- Escates aspres al cos i llises al cap.

## Taxonomia
- Corvula batabana (Poey, 1860)[3]
- Corvula macrops (Steindachner, 1876)[4][5][6][7][8][9]